# إيمانويل بيرغ
إيمانويل بيرغ Emanuel Berg (ولد في 28 ديسمبر 1981 في سكوفدي) لاعب شطرنج سويدي يحمل لقب أستاذ كبير.

## إنجازات
- فاز ببطولة السويد للشطرنج عام 2009 و2010.
- فاز بدورة بودابست عام 1999، وبدورة سكيليفتيا عام 2001 متعادلاً مع جوني هيكتور، وبدورة برمودا عام 2002.

## ألقاب
- حصل على لقب أستاذ كبير عام 2004.

## روابط خارجية
- إيمانويل بيرغ على موقع الاتحاد الدولي للشطرنج (الإنجليزية)
- إيمانويل بيرغ على موقع مباريات الشطرنج (الإنجليزية)
- إيمانويل بيرغ على موقع 365Chess.com (الإنجليزية)
- إيمانويل بيرغ على موقع Chesstempo.com (الإنجليزية)
- إيمانويل بيرغ على موقع اتحاد المراسلات الدولية للشطرنج (الإنجليزية)
- إيمانويل بيرغ سجل أولمبياد الشطرنج على موقع OlimpBase.org (الإنجليزية)